# Rally Dakar 1984

Mappa della Parigi-Dakar 1984

Il Rally Dakar 1984 è stata la 6ª edizione del Rally Dakar (partenza da Parigi, arrivo a Dakar).

## Tappe
Nelle 20 giornate del rally raid furono disputate 15 tappe ed una serie di trasferimenti (per un totale di circa 12.000 km), con 18 prove speciali per un totale di 5.882 km.

## Classifiche

### Moto
Hanno finito la gara 50 delle 114 moto iscritte.
| Pos. | Pilota             | Mezzo                | N°  |
| ---- | ------------------ | -------------------- | --- |
| 1    | Gaston Rahier      | BMW R 80             | 101 |
| 2    | Hubert Auriol      | BMW R 100            | 100 |
| 3    | Philippe Vassard   | HONDA XLR 600        | 96  |
| 4    | Cyril Neveu        | HONDA XLR 600        | 95  |
| 5    | Raymond Loizeaux   | BMW R 100            | 102 |
| 6    | Claude Olivier     | YAMAHA 600 XT TÉNÉRÉ | 80  |
| 7    | Andrea Balestrieri | YAMAHA 600           | 84  |
| 8    | Alain Spira        | HONDA 600            | 91  |
| 9    | Serge Bacou        | YAMAHA 600 XT TÉNÉRÉ | 79  |
| 10   | Michel Guillet     | HONDA 500            | 14  |

### Auto
Hanno finito la gara 101 delle 362 auto iscritte.
| Pos. | Equipaggio                      | Mezzo             | N°  |
| ---- | ------------------------------- | ----------------- | --- |
| 1    | René Metge, Dominique Lemoyne   | Porsche 953       | 176 |
| 2    | Patrick Zaniroli, Da Silva      | RANGE ROVER V8    | 184 |
| 3    | Andrew Cowan, Syer              | MITSUBISHI PAJERO | 191 |
| 4    | Guy Colsoul, Lopes              | OPEL MANTA 4110   | 153 |
| 5    | Claude Marreau, Bernard Marreau | RENAULT PROTO R18 | 185 |
| 6    | Jacky Ickx, Brasseur            | PORSCHE 953       | 175 |
| 7    | Hubert Rigal, Fourticq          | MITSUBISHI PAJERO | 192 |
| 8    | Marc Lacaze, Bouille            | CITROËN VISA      | 151 |
| 9    | Gèrard Planson, Planson         | MERCEDES 280 GE   | 228 |
| 10   | Pierre Fougerouse, Braquet      | TOYOTA FJ 60      | 200 |

### Camion
| Pos. | Equipaggio                          | Mezzo    |
| ---- | ----------------------------------- | -------- |
| 1    | Pierre Lalleu / Durce / Venturini   | Mercedes |
| 2    | Paolo Bonera / Grassi / Travaglia   | Mercedes |
| 3    | Henri Gabrelle / Voillereaul / Dirl | MAN      |
| 4    | Arcangioli / Piersanti              | Astra    |
| 5    | Bernau / Bartmann                   | Mercedes |
| 6    | Reverchon / Huser                   | MAN      |
| 7    | Serge Lacourt / Zimmermann          | MAN      |
| 8    | Del Val / Guerrero                  | Pegaso   |
| 9    | Martinez / Langlois                 | Mercedes |
| 10   | Boerner / Hein                      | Mercedes |